# L'Ange volant
L'Ange volant est une résidence privée située à Garches (Hauts-de-Seine), conçue par l'architecte italien Gio Ponti entre 1927 et 1928 pour la famille Bouilhet.

## Contexte de la commande
En 1925, à l’occasion de l’Exposition internationale des arts décoratifs et industriels modernes de Paris, Gio Ponti fait la connaissance de Tony Bouilhet, directeur de la maison d’orfèvrerie Christofle. Cette rencontre donne naissance à une amitié durable et à une collaboration fructueuse. À la suite de cette rencontre, la famille Bouilhet, issue de la bourgeoisie industrielle, confie à Gio Ponti sa première commande architecturale à l’étranger : une maison de campagne, baptisée L'Ange volant, sur une colline de Garches, à proximité du golf de Saint-Cloud. Sur le terrain de cette commune, plusieurs maisons modernistes se construisent au cours de cette période comme la villa Stein-de-Monzie conçue par Le Corbusier (1927) ou encore la villa de Nubar Bey par Auguste Perret (1931),. 

## Description
Conçue avec le concours d’Emilio Lancia et de Tomaso Buzzi, L'Ange volant est l’occasion pour Gio Ponti d’expérimenter sa conception de la maison à l’italienne. Ces principes sont repris dans le manifeste La casa all'italiana (« La maison à l'italienne »), qui inaugure le premier numéro de la revue Domus en 1928. Conjuguant un sens de la modernité avec une architecture classique, la maison à l'italienne doit être selon lui claire, agréable, accueillante et en même temps intime et close avec des proportions harmonieuses et une distribution majestueuse des espaces.
La maison l'Ange volant se compose de deux niveaux équilibrés enduits de blanc, un corps principal auquel vient se greffer en retrait un corps secondaire qui abrite un portique, une terrasse, les services, le garage et quelques chambres (séparant les enfants et les parents, afin que chacun dispose de son intimité). Logé dans un tondo enchâssé dans un fronton brisé, un ange en métal doré brandissant une maquette de l’Ange volant accueille les visiteurs au-dessus de la porte d’entrée. Emblème de la maison, il a été réalisé par les ateliers Christofle. 
L’intérieur des espaces de vie est entièrement conçu dans des tonalités claires et lumineuses qui contrastent avec des sols de marbres sombres, des parquets et du linoleum rouge vif. On y pénètre par un vestibule semi-circulaire aux parois couvertes d’un stuc brillant vert-de-gris qui répondent à un plafond blanc orné de moulures. Deux niches accueillent de hauts vases à anses de style Renaissance fabriqués par Richard-Ginori. En argent, ils ont été offerts par le couple Ponti en cadeau de mariage. À l'origine, un aquarium séparait l'entrée du salon afin de créer un « horizon ». 
Souhaitant répondre aux exigences de confort de la vie moderne, Ponti conçoit pour la première fois une division tripartite claire des espaces : jour, nuit et services. Ces espaces s’organisent autour d’un vaste hall-séjour en double hauteur, considéré comme le véritable « protagoniste » de la maison. Un escalier d’apparat (avec un garde-corps en laiton réalisé par Christofle) mène à une mezzanine qui multiplie les points de vue sur l’intérieur comme sur l’extérieur et mène aux espaces de repos.
Le plafond du hall est conçu comme un dais théâtral en trompe-l’œil bleu et jaune. Dans de larges cartouches surmontés de petits drapeaux français et italiens, figurent à la manière d’un blason, les profils juxtaposés de Tony et Carla Bouilhet, les futurs époux auxquels est destinée la maison. Le hall se prolonge d’un côté par un salon-bibliothèque « coin du feu » (à double-hauteur, avec un plafond peint en jaune et bleu) et de l'autre par une salle à manger. L’architecte est aussi l’auteur de quelques pièces de mobilier en racine de noyer ainsi que des appliques et luminaires fabriqués par Christofle. 
Côté jardin, la façade accueille en son centre une baie vitrée doublée de portes fenêtres que séparent deux colonnes. Avec sa distribution symétrique de portes, fenêtres, frontons, niches et oculi, elle traduit une assimilation moderne des leçons classiques des villas de Palladio et témoigne, selon Fulvio Irace, de cette « joyeuse “académie” figurative » qui caractérise ses créations d’alors.
La façade est bordée par une vaste terrasse qui donne sur un jardin à l’italienne ordonné géométriquement. Une longue pelouse en pente s’y déroule à la manière d’un tapis et s’achève par un plan d’eau. Deux allées symétriques et légèrement obliques guident le regard depuis la terrasse vers le bassin.
Avec ce premier édifice, Ponti pose les bases d’une villa à l’italienne type. Il en reprendra certaines caractéristiques comme les vues traversantes, la division tripartite des espaces autour d’une pièce centrale à double hauteur et la théâtralité des perspectives, dans des constructions ultérieures comme la maison Laporte, la villa Planchart ou encore la villa Nemazee.
Accueillant la famille Bouilhet et certains golfeurs des environs, la maison est bientôt doublée d'un second corps de bâtiments. Plusieurs aménagements ont également depuis été effectués, comme l'installation d'une sculpture de Mircea Milcovitch dans une niche évidée.
Avec la villa Planchart, réalisée à Caracas dans les années 1950, elle est la seule réalisation de Gio Ponti à avoir conservé son intégrité. Dans les années 2010, Sophie Bouilhet-Dumas et ses trois sœurs, héritières (Tony Bouilhet était leur grand-oncle) et propriétaires des lieux, entament leur restauration.

### Ouvrages
- Sophie Bouilhet-Dumas, Dominique Forest, Salvatore Licitra (dir.), Gio Ponti : archi-designer, Paris, Les Arts Décoratifs, 2018, 312 p. (ISBN 978-2-916914-75-6)
- (it) Fulvio Irace, La casa all’italiana, Milan, Electa, 1988, p. 56-61
- (it) Lisa Licitra Ponti, Gio Ponti : L'opera, Milan, Leonardo, 1990, p. 36-39
- Graziella Roccella, Gio Ponti, la légèreté de la matière, Cologne, Taschen, 2009, p. 20-21

### Article
- (it) « L’Ange volant, casa di campagna di M. Tony Bouilhet a Garches (Parigi) », Domus, no 45,‎ 1931, p. 24-31